# Lee Ju-yeol
Lee Ju-yeol (hangul: 이주열; nascido em 24 de julho de 1952) é um economista sul-coreano e tecnocrata, atual Governador do Banco da Coreia, o banco central sul-coreano, desde 1 de abril de 2014. Foi reeleito em 2018 e seu mandato terminará em março de 2022.
Lee recebeu seu bacharelado em Administração de Empresas pela Universidade Yonsei em 1977 e mestrado em Economia pela Universidade Estadual da Pensilvânia em 1988. Ele trabalhou pela primeira vez no Banco da Coreia em 1977 e atuou como Vice-governador Sênior de 2009 a 2012. Posteriormente, ele retirou-se para trabalhar como professor de Economia na Universidade Yonsei.
Lee é casado e possui um filho e uma filha.